# الکتروسوینگ
الکتروسوینگ (به انگلیسی: Electro swing) یا موسیقی هاوس رقص، سبک موسیقی است که تلفیقی از موسیقی سوینگ با موسیقی جاز قدیمی یا جدید با موسیقی هاوس، هیپ هاپ و موسیقی رقص الکترونیک است. نمونه‌های موفق این سبک، صدایی مدرن و رقصی دارند که به گوش مدرن شنیدنی می‌آید و همچنین هیجان و انرژی سازهای برنجی زنده و موسیقی سوینگ اولیه را نیز حفظ می‌کند. گروه‌های الکتروسوینگ معمولاً شامل خواننده(ها)، نوازندگان سازهای سنتی جاز (مانند ترومپت، ترومبون، کلارینت، ساکسفون) و حداقل یک دی‌جی هستند.

## هنرمندان قابل توجه
- بوگی بلژیک
- کاراوان پالیس
- کارو امرالد
- چاینیز من[۱]
- دلوکس
- دیمی کت
- پارو استلار
- یولاندا بی کول